# Баскский пирог
Баскский пирог (фр. gâteau basque, баскский язык: etxeko bixkotxa, «домашний пирог») — традиционный десерт баскской кухни, более характерен для французской части Басконии. Пирог обычно наполнен джемом или конфитюром из черешни, вишни, и/или заварным кремом. 

## Описание
Обычно баскский пирог состоит из песочного теста (в данном случае разновидности pâte sablée, а не pâte brisée) с начинкой из джема из черешни, вишни, миндального или ванильного заварного крема.

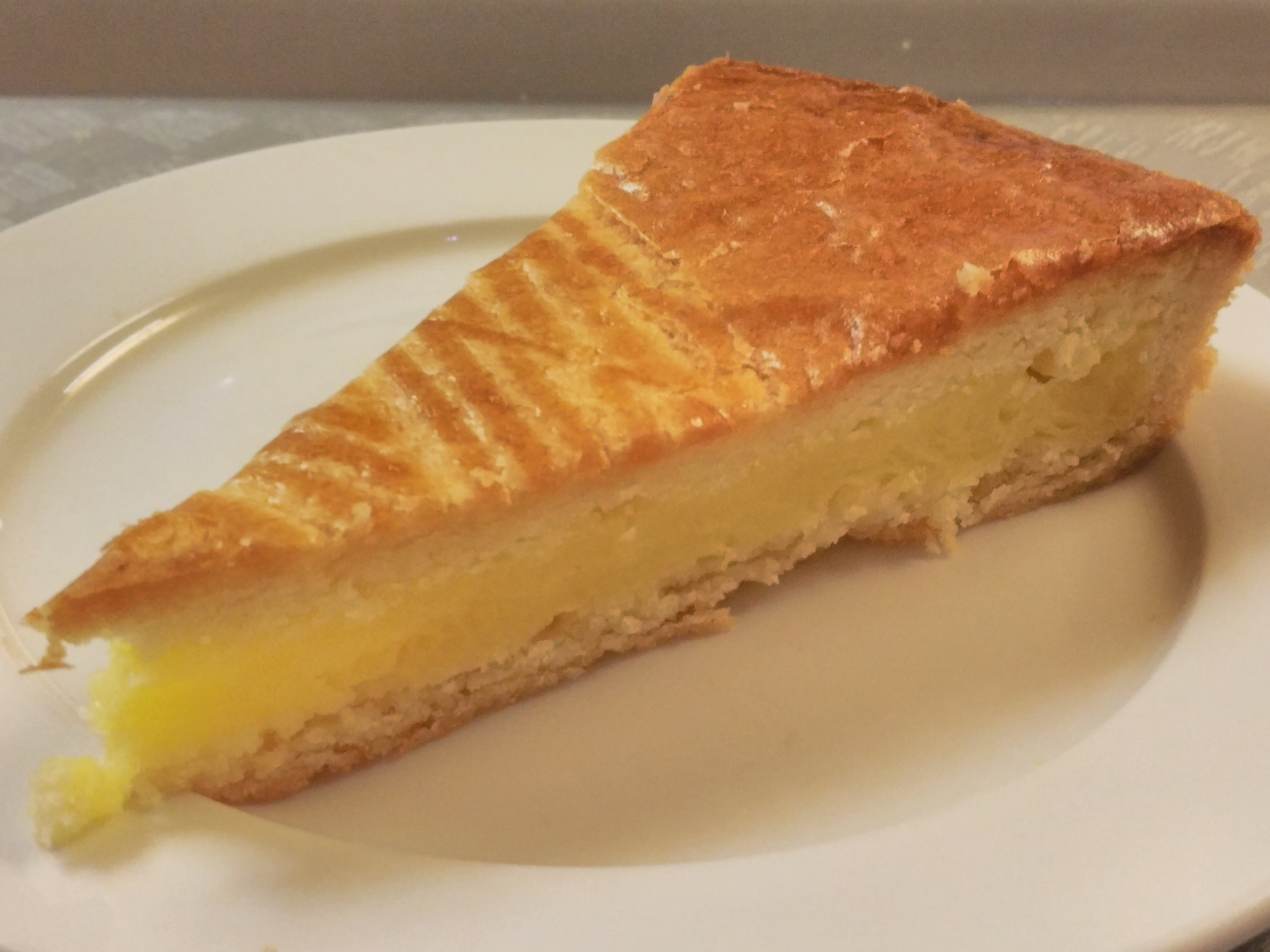
Баскский пирог с заварным кремом

Тип используемого теста может немного отличаться. Если масло нагреть перед смешиванием с мукой, тесто будет называться pâte sucrée. Если оставить холодным, процесс замеса потребует больше усилий, и тесто называется pâte sablée (оно более рассыпчатое). Получающиеся текстуры немного отличаются, но в основном для опытных гурманов. Используемая мука представляет собой муку из мягкой пшеницы с небольшим содержанием минералов (то есть рафинированную муку, обычную муку для выпечки/пирогов). Пропорция используемого сахара также варьируется. Получается мягкое песочное тесто, наполненное миндальным кремом, также называемым франжипаном, которое перед выпечкой смазывают яйцом.
Тесто делят пополам и раскатывают два коржа, один служит основанием, а другим закрывают начинку.
Традиционно сверху торта наносят баскский крест, если он наполнен джемом, или используют штриховку сверху, если он наполнен кремом .

## История
Истоки баскского пирога тесно связаны с городом Камбо-ле-Бен, земля Лабурдан. Возможно, в XVIII веке его изначально готовили из хлеба и называли bistochak. Рыбаки брали его в море. Известно, что уже в первой половине XIX века местный кондитер Марианна Иригойен из Камбо продавала свои баскские пироги на рынке в Байонне.
Более поздние версии пирога были приправлены ромом, привезенным во Францию басками из Вест-Индии.
Фестиваль Fête du Gâteau Basque проводится каждый год в Камбо-ле-Бен.
Eguzkia («солнце» по-баскски), ассоциация по продвижению баскского пирога, была основана во Франции в 1994 году .
В коммуне Сар есть музей Le musée du Gâteau Basque, посвященный пирогу.